# Gusano cola de rata

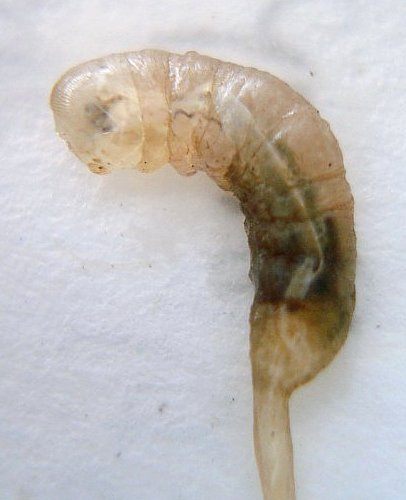
Larva Eristalis tenax

Los gusanos cola de rata son las larvas de ciertas especies de moscas sírfidas pertenecientes a las tribus Eristalini y Sericomyiini de la subfamilia Eristalinae. Un rasgo característico de estas criaturas, es un sifón de respiración telescópico, similar a un tubo, que se localiza en su extremo posterior. Este sifón actúa como un tubo respirador, permitiendo que la larva respire oxígeno mientras está sumergida. El sifón es normalmente tan largo como el cuerpo de la larva (20 milímetros cuándo está maduro), pero puede extenderse hasta 150 mm. Este órgano le da a la larva su nombre común.
Los gusanos cola de rata más conocidos son las larvas de las moscas zángano Eristalis tenax. Viven en el agua estancada, carente de oxígeno, con altos niveles de material orgánico. Son bastantes tolerantes de la contaminación y pueden vivir en lagunas donde abundan las aguas residuales y pozos negros. En 2017, los gusanos cola de rata tuvieron cierta cobertura en los medios, luego de que aparecieran en los baños de compostaje del Festival de Glastonbury.

## Uso comercial
Estas larvas, comúnmente llamadas "mousies", son cultivadas y vendidas como cebo para peces. Son especialmente populares en la pesca en el hielo.

## Infestación
Ocasionalmente, se han documentado casos de miasis intestinal humana, causada por los gusanos cola de rata. Los síntomas pueden variar desde ninguno (asintomático) hasta dolores abdominales, náusea y vómito o prurito anal. La infestación puede ser causada por el consumo de alimentos o agua contaminada, pero se han manifestado dudas de que las larvas de moscas digeridas podrían sobrevivir en el tracto gastrointestinal. El entomólogo alemán Fritz Zumpt propuso una alternativa llamada "miasis rectal". Las moscas, atraídas por las heces, pueden depositar sus huevos o larvas cerca de o en el ano, y posteriormente estas larvas ingresan hacia el recto. Pueden sobrevivir alimentándose de las heces del lugar, siempre y cuando su tubo respiratorio llegue al ano.

## Imágenes
|                       |
| Larva Eristalis tenax |

|                |
| Larva E. tenax |

|                                                  |
| Gusano cola de rata sin identificar en Australia |

|                                                      |
| Gusano cola de rata sin identificar en las Filipinas |